# يوزيف غالامبوس
يوزيف غالامبوس (بالمجرية: Galambos József)‏ هو عداء مراثوني مجري، ولد في 27 يونيو 1900 في Gyüre ‏ في المجر، وتوفي في 6 فبراير 1980 في بودابست في المجر.

## وصلات خارجية
- يوزيف غالامبوس على موقع أوليمبيديا (الإنجليزية)
- يوزيف غالامبوس على موقع اللجنة الأولمبية المجرية (الهنغارية)